# Schandachen
 (septembre 2019).
Schandachen est une localité autrichienne. Elle fait partie de la commune de Litschau du district de Gmünd en Basse-Autriche.

## Développement
Au tournant des années 1979-1980, il y avait un total de 54 terrains à bâtir avec 24 325 m2 et 27 jardins sur 10 596 m2 dans le village de Schandachen. En 1989-1990, il y avait 73 terrains à bâtir. En 1999-2000, le nombre des terrains à bâtir était passé à 153 et en 2009-2010, il y avait 69 bâtiments sur 140 terrains à bâtir.